# Jos Bex
 (mai 2017).
Si vous disposez d'ouvrages ou d'articles de référence ou si vous connaissez des sites web de qualité traitant du thème abordé ici, merci de compléter l'article en donnant les références utiles à sa vérifiabilité et en les liant à la section « Notes et références ».
Pour les articles homonymes, voir Bex.
Jos Bex est un homme politique belge, né à Hoepertingen le 3 février 1946. Il fut élu comme membre de Spirit), qu'il quitta le 14 janvier 2009.
Après une candidature de sciences politiques et sociales à l'Université Catholique de Louvain, il devient conseiller municipal d'Herent en 1983 et administrateur délégué en 1985. Il est membre du parlement flamand de 1999 à 2009.